# Being Eve
Being Eve es una serie de televisión neozelandesa originalmente emitida en TV3 (Nueva Zelanda). Se produjo durante el 2001-2002, y cuenta con dos temporadas. También fue retransmitida por el canal estadounidense The N. Being Eve se centra en una adolescente, Eve Baxter, y sus problemas diarios. Sus padres están divorciados pero viven uno al lado del otro. Eve está enamorada de un chico llamado Adam.
La serie ha ganado diversos premios. Multitud de compañeros de La Tribu participaron en esta producción, cabe destacar a James Napier, Michelle Ang, David Taylor, Jay Bunyan y Todd Emerson. El tema principal "Fries with that" está cantado por el grupo Jester.

## Premios y nominaciones
- Premio: Mejor programa infantil - New Zealand Screen Awards, 2005.
- Premio: Mejor serie dramática - New Zealand Film and TV Awards, 2002.
- Premio: Mejor contribución al diseño - New Zealand Film and TV Awards, 2002.
- Nominación: Mejor serie infantil-juvenil - International Emmy Awards, 2002.
- Premio: Mejor programa infantil-juvenil de entre 13-17 años - New York Festivals, 2002.
- Premio: Mejor programa infantil-juvenil de entre 13-17 años - New York Festivals, 2001.